# 李志国 (1956年)
李志国（1956年10月—），黑龙江绥棱人，中华人民共和国外交官，曾任中华人民共和国驻巴林王国特命全权大使、中华人民共和国驻南苏丹共和国特命全权大使、中华人民共和国驻利比亚国特命全权大使。

## 生平
1978年，毕业于北京外国语学院阿拉伯语专业，进入中华人民共和国外交部工作，先后在中国人民对外友好协会、驻埃及大使馆、外交部西亚北非司、驻伊拉克大使馆任职。1997年8月，出任中华人民共和国驻迪拜总领事。2001年，任外交部西亚北非司参赞。2006年6月，出任中华人民共和国驻巴林大使。2009年，任中阿合作论坛事务大使。2010年11月，出任中华人民共和国驻朱巴总领事。2011年7月，南苏丹独立，李志国改任首任中华人民共和国驻南苏丹大使。2013年8月，出任中华人民共和国驻利比亚大使。2017年7月，自驻利比亚大使离任。

## 家庭
已婚，有一女。